# Kràsne (Crimea)
|  | Per a altres significats, vegeu «Kràsnoie». |

Kràsne (en ucraïnès: Красне) és un poble de la República Autònoma de Crimea, a Ucraïna, que el 2014 tenia 943 habitants. Pertany al districte de Simferòpol.